# Lepidonotus tomentosus
Lepidonotus tomentosus är en ringmaskart som först beskrevs av Grube 1856.  Lepidonotus tomentosus ingår i släktet Lepidonotus och familjen Polynoidae. Inga underarter finns listade i Catalogue of Life.